# ヴェルナール・スオミ
ヴェルナール・スオミ（Verner E. Suomi、1915年12月6日 - 1995年7月30日）は、フィンランド系アメリカ人で衛星気象学の父と言われている。彼はスピン走査放射計を発明し、これは長年の間気象衛星GOESに搭載され、雲の画像を時系列で集めてテレビの天気予報で流された。
1965年にロバート・ペアレントとともに、ウィスコンシン大学マディソン校に宇宙科学技術センターを設立した。このセンターで、静止軌道上から気象画像を送る最初の応用技術衛星ATS-1が1966年12月に打ち上げられた。
1972年にはPDP-11をベースとしたMcIDASの開発を主導し、1974年にSMS-1等の衛星から送られた画像を映した。
1966年に全米技術アカデミーに選ばれ、1977年にアメリカ国家科学賞、1984年にフランクリン・メダルを受賞した。その他にも多くの賞や名誉を受けている。